# Amanhecer Violento

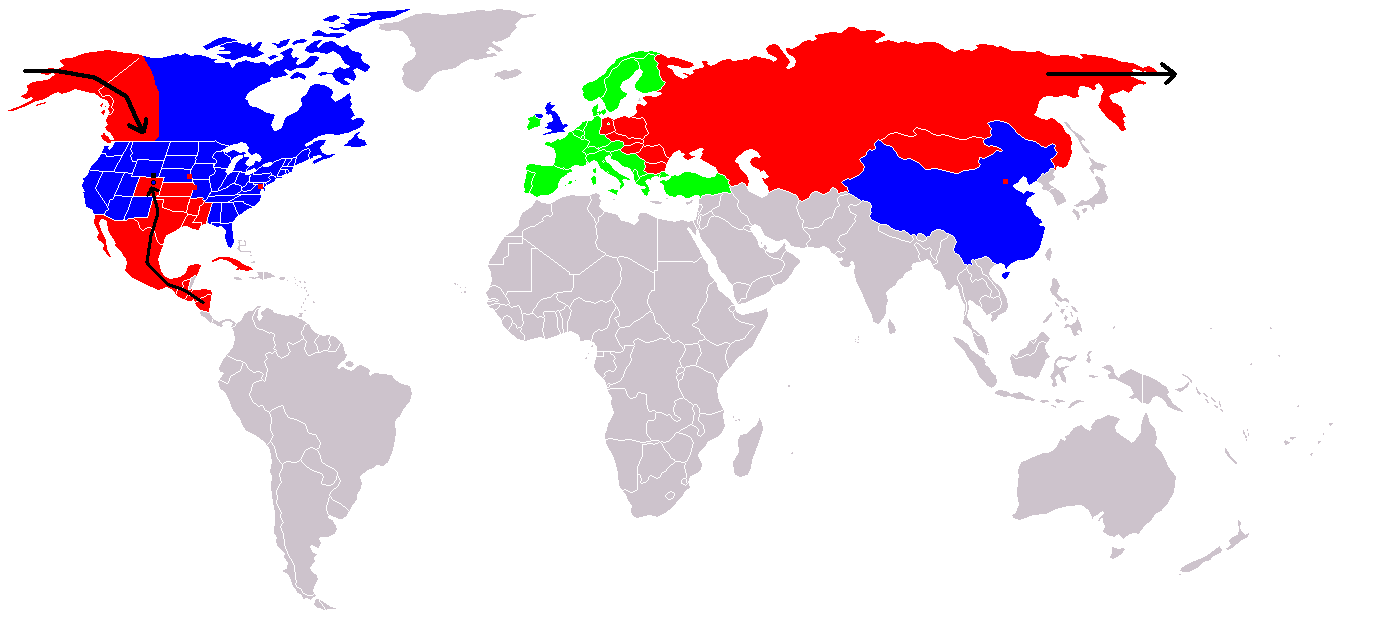
Mapa dos eventos descritos no filme:
Azul: os Estados Unidos e seus aliados no Canadá, Reino Unido e República Popular da China.
Vermelho: a União Soviética e seus aliados.
Verde: países neutros da Europa Ocidental.
Os pontos vermelhos indicam lugares devastados por bombas atômicas soviéticas, incluindo Washington D.C., Omaha (Nebraska), Kansas City (Missouri) e Pequim (China).

Amanhecer Violento (Red Dawn) é um filme norte-americano de 1984, dirigido por John Milius.
O roteiro aborda a história de um grupo de estudantes que luta contra a invasão do exército soviético em solo americano.
Recebeu um remake em 2012, protagonizado por Chris Hemsworth, Josh Peck, Josh Hutcherson, Adrianne Palicki e Isabel Lucas, e com os vilões tendo sua nacionalidade mudada para norte-coreanos.